# Diocesi di Eclano

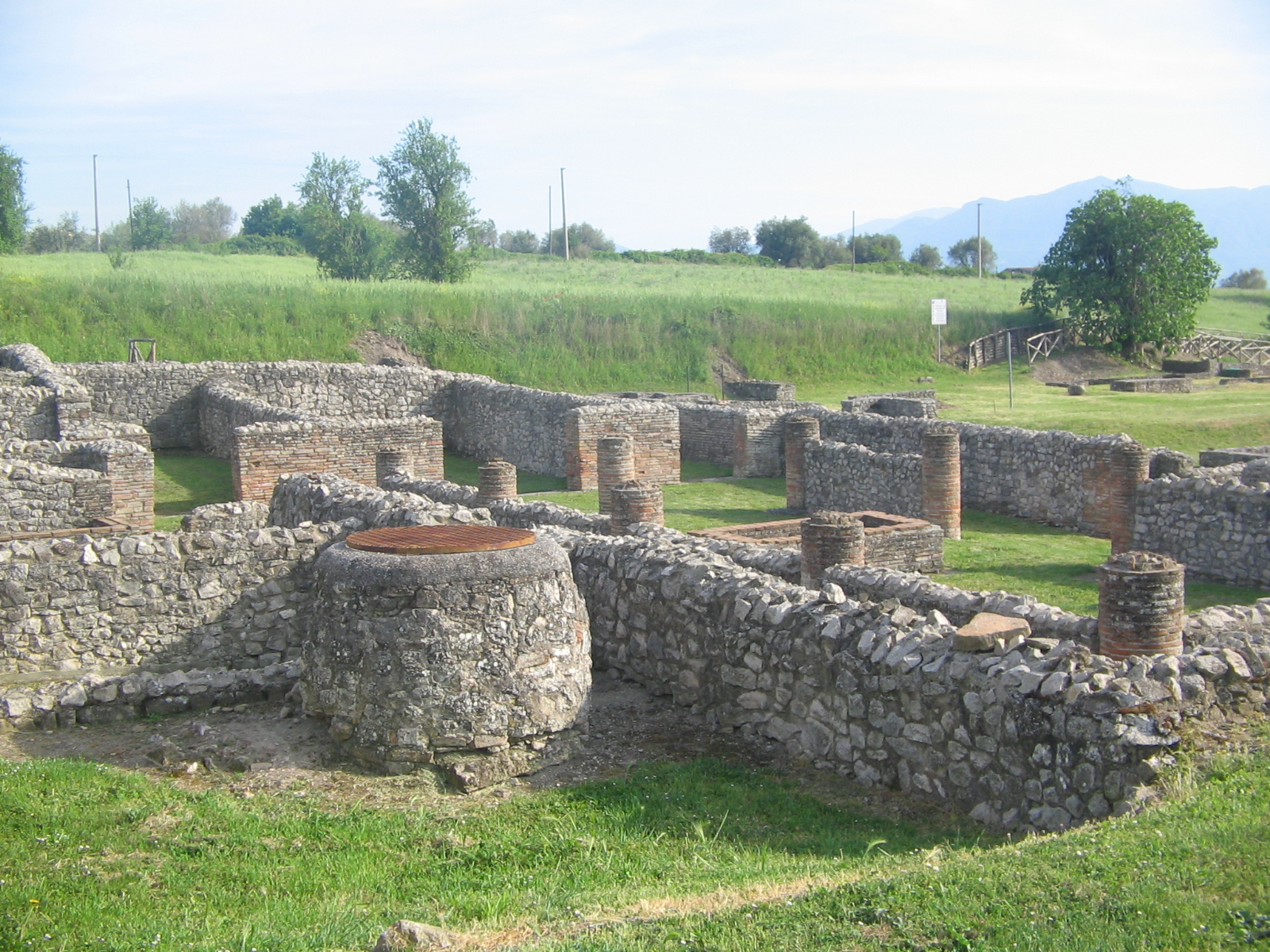
Resti di una domus nel parco archeologico di Aeclanum.

La diocesi di Eclano (in latino: Dioecesis Aeclanensis) è una sede soppressa e sede titolare della Chiesa cattolica.

## Storia
Con i primi insediamenti cristiani nel territorio, Eclano divenne sede vescovile nel IV secolo.
Il primo vescovo di cui ci è giunta notizia è Memore, marito di Giuliana, nobildonna locale, e padre di Giuliano, suo probabile successore. Memore ebbe buoni rapporti con Paolino di Nola, che compose un carme (circa 400/404) in occasione del matrimonio di Giuliano con Tizia, figlia di Emilio, vescovo di Benevento, ed anche con Agostino d'Ippona, a cui chiese una copia del suo De musica per il figlio Giuliano divenuto diacono e da cui ricevette una lettera (circa 408/409). Memore morì prima di marzo 417, periodo in cui morì papa Innocenzo I, che consacrò vescovo Giuliano.
Il personaggio certamente più importante legato alla diocesi di Eclano fu il vescovo Giuliano, protagonista di un'accesa diatriba con sant'Agostino a causa dell'eresia pelagiana di cui era accusato. Papa Zosimo (417-418) dichiarò eretiche le tesi di Pelagio, che sminuivano la caducità umana seguita al peccato originale ed esaltavano invece le capacità dell'uomo; Giuliano, insieme ad altri diciotto vescovi, non vollero firmare il documento del pontefice, e si condannarono ad un esilio volontario in Asia Minore sul finire del 418. Di Giuliano rimangono alcune lettere della corrispondenza con Agostino, e diverse opere del teologo africano, tra cui il Contra Julianum e l'Imperfectum opus. Morì dopo il 439, all'epoca dell'imperatore Valentiniano III († 455).
Terzo vescovo conosciuto di Eclano è Epifanio, che fece parte della delegazione pontificia, composta dai diaconi romani Teofane e Pelagio e dai vescovi Sabino di Canosa, Asterio di Salerno, Rustico di Fiesole e Leone di Nola, inviata a Costantinopoli per il concilio celebrato dal patriarca Mena nei mesi di maggio e giugno 536; in questo concilio fu confermata la deposizione di Antimo di Costantinopoli e furono condannati per monofisismo Severo di Antiochia, Pietro di Apamea e il monaco Zoara.
Le scoperte epigrafiche attestano l'esistenza della Chiesa di Eclano tra V e VI secolo. Un'epigrafe del 494 ricorda un lector Sanctae Ecclesiae Aeclanensis; due epigrafi databili al VI secolo menzionano un subdiaconus e una praeposita; un esorcista è ricordato in un'epigrafe del 511, mentre un'altra del 529 registra l'accolito Murrasio. Gli scavi archeologici hanno messo in luce un complesso basilicale, databile tra IV e V secolo, a tre navate con abside e fonte battesimale, restaurato nei primi decenni del VI secolo.
In seguito non si conosce più nulla della sede di Eclano, che andò incontro alle incursioni longobarde e alla distruzione da parte dei Bizantini. Lo stesso toponimo scompare dalle fonti coeve: infatti un documento di papa Gregorio II, databile tra il 715 e il 724, parla del monastero di San Pietro, fondato dai Longobardi in civitate diruta quintodecimo miliario apud dictam Beneventanam civitatem («nella città distrutta al quindicesimo miglio dalla città di Benevento»); è opinione degli studiosi che la "città distrutta" sia quella di Eclano. Ben presto l'espressione utilizzata dal papa si trasformò nel toponimo Quintodecimo, già attestato nel 722, e poi ancora nel 724, nel 745 e nel 746.
Nel corso del IX secolo Quintodecimo divenne un importante centro amministrativo del ducato di Benevento ed è probabilmente in questo contesto che divenne sede vescovile, in continuità con l'antica sede di Eclano. La diocesi di Quintodecimo è menzionata per la prima volta nella bolla che papa Giovanni XIII scrisse al metropolita beneventano Landolfo I nel 969, nella quale concesse al prelato la facoltà di consacrare i suoi vescovi suffraganei, fra cui anche quello di Quintodecimo. La dipendenza di Quintodecimo, diocesi della quale non è noto alcun vescovo, dalla provincia ecclesiastica dell'arcidiocesi di Benevento è ripetuta nelle bolle pontificie fino a quella di papa Stefano IX del 1058. Tre anni dopo, nel concilio provinciale celebrato a Benevento nel mese di giugno 1061, erano presenti tutti i vescovi suffraganei beneventani: manca il vescovo di Quintodecimo, mentre appare per la prima volta quello di Frigento. Gli storici sono concordi nello stabilire che, contestualmente all'arrivo dei Normanni, tra il 1058 e il 1061 la sede vescovile fu traslata da Quintodecimo a Frigento, nuovo centro amministrativo della regione.
In un documento del 746 si fa menzione della chiesa di Santa Maria, identificata con l'antica cattedrale di Eclano. Con la scomparsa di Eclano è probabile che l'edificio e il suo battistero si siano conservati come chiesa plebana, fino alla ricomparsa della diocesi, con il nome di Quintodecimo, di cui divenne nuovamente cattedrale. Quando anche Quintodecimo fu abbandonata, nel nuovo centro di Aquaputida (Acquaputrida), l'odierna Mirabella Eclano, fu edificata una chiesa anch'essa dedicata a Santa Maria, in ricordo dell'antica cattedrale di Eclano/Quintodecimo (XII secolo).
Dal 1966 Eclano è annoverata tra le sedi vescovili titolari della Chiesa cattolica; dal 15 dicembre 2012 l'arcivescovo, titolo personale, titolare è Nicolas Henry Marie Denis Thévenin, nunzio apostolico in Egitto e Oman e delegato apostolico presso l'Organizzazione della Lega degli Stati Arabi.

## Cronotassi

### Vescovi residenziali
- Memore † (prima del 400/404 - prima del 417 deceduto)
- Giuliano † (prima di marzo 417 - settembre/dicembre 418 deposto)
- Epifanio † (menzionato nel 536)

### Vescovi titolari
- Antonio Innocenti † (15 dicembre 1967 - 25 maggio 1985 nominato cardinale diacono di Santa Maria in Aquiro)
- Antonio Maria Vegliò (27 luglio 1985 - 18 febbraio 2012 nominato cardinale diacono di San Cesareo in Palatio)
- Nicolas Henry Marie Denis Thévenin, dal 15 dicembre 2012